# Francis Beckett
Francis Beckett (26. marts 1868 i København – 12. juli 1943 i Gentofte) var en dansk kunsthistoriker.
Beckett var søn af grosserer H. Beckett og blev student i 1886 (privat dimitteret) og begyndte at læse kunsthistorie på Københavns Universitet, hvor han blev magister i 1892.
Han havde så tidligt som i 1888 været på et længere studieophold i Berlin, hvor han havde gennemgået museets samlinger af ældre kunstværker. I 1892 vandt han Københavns Universitets guldmedalje og rejste til Paris, Belgien og Holland, i 1895 til Italien med seks måneders studier i Firenze. 1898-99 var han i Rom og det sydlige Italien, 1899-1900 i Grækenland og Konstantinopel.
Siden tog han på studierejser i Sverige og Norge. I 1897 fik han doktorgraden på afhandlingen Renæssancen og Kunstens Historie i Danmark. I 1919 blev han docent på Københavns Universitet og i 1914 direktør for Den Kongelige Afstøbningssamling, hvor han havde været inspektør siden 1897. I 1933 gik han på pension. Han var også lærer i kunsthistorie ved Statens Lærerhøjskole.
1924 blev han medlem af Videnskabernes Selskab og 1930 overordentligt medlem af Kunstakademiet. 1919 stiftede han Selskabet til Udgivelse af danske Mindesmærker og indtrådte 1924 i direktionen for Ny Carlsbergfondet.
Han blev Ridder af Dannebrog 1924, Dannebrogsmand 1927 og bar den græske Frelserorden.
Beckett blev gift 1. gang med Margrethe født Mørch (død 1902), datter af bankdirektør Mørch, Hobro, og 2. gang med Edle født Schack, datter af oberst Schack. Han døde i 1943, og parret er begravet på Mariebjerg Kirkegård.

## Væsentligste publikationer
- Altertavler i Danmark fra den senere Middelalder, 1895.
- Renæssancen og Kunstens Historie i Danmark, 1897.
- Florentinske Kunstnere, 1897.
- Danske Herreborge, 1904. Tilgængelig på kunstbib.dk Arkiveret 29. februar 2020 hos  Wayback Machine.
- Aarhus Domkirke, 1904.
- Københavns Raadhus, opført 1893-1905, København 1908. Tilgængeligt digitalt Arkiveret 27. maj 2008 hos  Wayback Machine.